# Fête de famille (film)
Pour les articles homonymes, voir Fête de famille.
Pour plus de détails, voir Fiche technique et Distribution.
Fête de famille est une comédie dramatique française réalisée par Cédric Kahn sortie en 2019.

## Synopsis
Andréa (Catherine Deneuve) attend avec impatience ses enfants qu'elle a conviés pour son anniversaire, avec son mari Jean, dans leur superbe propriété du Lot-et-Garonne. Romain (Vincent Macaigne), le cadet, est un artiste, photographe cinéaste, un peu excentrique. Il arrive avec Rosita, sa nouvelle et charmante fiancée espagnole. Vincent (Cédric Kahn), le plus aisé et stable de la famille, part chercher leur demi-sœur aînée Claire (Emmanuelle Bercot), issue d'une première union, qui était partie vivre aux États-Unis pendant trois ans, réapparait. Cette réapparition bouleverse la famille et ravive les tensions. La jeune femme, qui souffre de troubles bipolaires, a besoin d'argent et est bien décidée à prendre ce qui lui est dû, la maison familiale ayant été financée avec l'héritage de sa famille paternelle lors du décès de son père, elle réclame sa part d'héritage pour créer un gîte végan au Portugal avec son amie suisse qu'elle a rencontrée aux États-Unis. Elle fait venir Fabien, agent immobilier, pour estimer la maison familiale. En voulant raccompagner à la gare Rosita qui voulait partir, Romain a un accident de la route avec la voiture de son frère et lui demande de payer à sa place. Claire annonce qu'elle veut rester un peu dans la maison de sa mère pour rester proche de sa fille Emma, qu'Andréa et Jean ont élevée depuis 3 ans, mais Emma annonce que si sa mère reste, elle quitte la maison. Andréa, qui se faisait une joie de réunir les siens, voit sa famille se chamailler et se déchirer lors de son repas d'anniversaire.

## Fiche technique
Sauf indication contraire, les informations mentionnées dans cette section peuvent être confirmées par la base de données cinématographiques Unifrance,  présente dans la section « Liens externes ».
- Réalisation : Cédric Kahn
- Scénario : Cédric Kahn, Fanny Burdino et Samuel Doux
- Directeur de la photographie : Yves Cape
- Photographe de plateau : Kris Dewitte
- Son : Jean-Pierre Duret
- Montage son : Sylvain Malbrant
- Mixage : Thomas Gauder
- Montage : Yann Dedet
- Décors : Guillaume Deviercy
- Costumes : Aline Cambournac
- Producteurs : Sylvie Pialat, Benoît Quainon et Aude Cathelin
- Sociétés de production : Les Films du Worso, co-produit avec France 2 Cinéma, Scope Pictures et Tropdebonheur Productions, en association avec les SOFICA Cinécap 2 et Cinéventure 4
- Société de distribution : Le Pacte
- Budget : 5,3 millions d'euros
- Pays d'origine :  France,  Belgique
- Langue originale : français
- Format : couleur — 1,85:1
- Système sonore : Dolby 5.1
- Genre : comédie dramatique
- Durée : 101 minutes[2]
- Date de sortie :
  - France : 24 août 2019 (FFA 2019)[2] - 4 septembre 2019 (sortie en salles)

## Distribution
- Catherine Deneuve : Andréa
- Emmanuelle Bercot : Claire, fille d'Andréa, bipolaire
- Vincent Macaigne : Romain, fils d'Andréa, réalisateur excentrique
- Cédric Kahn : Vincent, fils d'Andréa
- Laetitia Colombani : Marie, médecin généraliste, épouse de Vincent
- Luàna Bajrami : Emma, fille de Claire
- Isabel Aimé Gonzalez-Sola : Rosita, compagne de Romain
- Alain Artur : Jean, le mari d'Andréa
- Joshua Rosinet : Julien, compagnon d'Emma, pianiste
- Milan Hatala : Milan, fils de Vincent et de Marie
- Solal Ferreira Dayan : Solal, fils de Vincent et de Marie
- Satya Dusaugey : Fabien, agent immobilier

## Production

### Tournage
Le tournage se déroule du 19 juin au 2 août 2018 en Lot-et-Garonne, en particulier à Nérac et à Marmande.

## Accueil

### Box-office
| Pays ou région | Box-office      | Date d'arrêt du box-office | Nombre de semaines |
| -------------- | --------------- | -------------------------- | ------------------ |
| France         | 326 169 entrées | 6 novembre 2019            | 9                  |
| Total mondial  | 2 460 758 $     | -                          | -                  |

## Distinctions

### Récompense
- Prix du Jury des Jeunes 2019 du festival du film français d'Helvétie[4]